# Erwin (Caroline du Nord)
Erwin est une ville américaine située dans le comté de Harnett en Caroline du Nord. En 2010, sa population était de 4 405 habitants.

## Démographie
| 1950  | 1960  | 1970  | 1980  | 1990  | 2000  |
| ----- | ----- | ----- | ----- | ----- | ----- |
| 3 344 | 3 183 | 2 852 | 2 828 | 4 061 | 4 537 |

| 2010  | - | - | - | - | - |
| ----- | - | - | - | - | - |
| 4 405 | - | - | - | - | - |

## Traduction
- (en) Cet article est partiellement ou en totalité issu de l’article de Wikipédia en anglais intitulé « Erwin, North Carolina » (voir la liste des auteurs).